# Нахічевань (еялет)
Еялет Нахічевань  — адміністративно-територіальна одиниця Османської імперії. Існував у 1591—1603 роках. Утворився з частини еялету Єреван. Припинив існування внаслідок поразки Османської імперії від Персії.

## Історія
У 1584 році під час війни з Персією було захоплено нахічеванську область, яку перетворено на санджак у складі Єреванського бейлербейства (згодом еялету). З метою зміцнення контролю та покращання управління на кавказьких землях у 1591 році з Єреванського еялету утворено самостійний еялет Нахічевань. З початком нової війни проти Персії у 1603 році його знову об'єднано з еялетом Єреван.
У 1724 році під час другого захоплення цих земель Нахічевань отримала статус санджака у складі відновленого Єреванського еялету. Втім, адміністративний центр останнього розташовувався в місті Нахічевань. У 1736 році за Стамбульським договором Нахічевань повернуто Персії.